# Østerild Klitplantage
Østerild Klitplantage är en skog i Danmark. Den ligger i Region Nordjylland, i den nordvästra delen av landet. Østerild Klitplantage ligger på ön Vendsyssel-Thy.